# Denis Lemyre
Denis Lemyre (16 de enero de 1968) es un deportista francés que compitió en ciclismo en la modalidad de pista. Ganó una medalla de bronce en el Campeonato Mundial de Ciclismo en Pista de 1991, en la prueba de tándem.

## Medallero internacional
| Campeonato Mundial | Campeonato Mundial   | Campeonato Mundial | Campeonato Mundial |
| Año                | Lugar                | Medalla            | Competición        |
| ------------------ | -------------------- | ------------------ | ------------------ |
| 1991               | Stuttgart (Alemania) | Medalla de bronce  | Tándem (A)         |